# Ентальпія сублімації
Ентальпія сублімації — зміна ентальпії, за якої один моль твердої речовини випаровується з утворенням одного моль газу. Вона завжди додатна, оскільки випаровування включає подолання сил міжмолекулярного притягання при переході молекул у газову фазу.